# 速佐須良比売神
速佐須良比売神(はやさすらひめのかみ)は、大祓詞に記される祓戸四神の中の一神である。速佐須良比売大神・速佐須良姫神・速佐須良姫命・速佐須良姫尊・速佐須良比咩神とも表記される(売は賣の場合もある)。
古事記、日本書紀、出雲風土記には、記されていない。

## 概要
気吹戸主神が気吹きを放って、根の国・底の国に持ち込まれたもろもろの禍事・罪・穢れを持ってさすらい失ってしまう神である。祓戸四神の中で、最後に登場する。結果、今日より始めて「罪という罪があらじ」(あらじは無いという意味)となる。
父は伊弉諾尊であるが、『記紀』にも見られず、各地の神社や伝承にも情報が少ない謎の神である。
江戸時代の国学者、本居宣長は、速佐須良比売神を須世理比売命と同一視した。

## 速佐須良比売神を祭神とする神社
- 日比谷神社(東京都港区)
- 片山神社(三重県亀山市)
- 二十五柱神社(三重県松阪市)
- 浦嶋神社(京都府伊根町)
- 佐久奈度神社(滋賀県大津市)
- 川裾宮唐崎神社(滋賀県高島市)
- 安羅(やすら)神社(滋賀県草津市)
- 利川(はやかわ)神社(鳥取市)
- 速川神社(宮崎県西都市)